# Большевысоково
Большевысо́ково (Большое Высоково) — деревня в Вязниковском районе Владимирской области России. Входит в состав Октябрьского сельского поселения.

## География
Большевысоково расположено около 25 километров по автодороге юго-западнее от Вязников, 15 километров от железнодорожной станции Сеньково на линии Ковров — Нижний Новгород. От Сеньково проложена однополосная асфальтовая дорога советских времён через Серково до Большевысоково. От автостанции Вязники до Большевысоково ходят рейсовые автобусы.

## Улицы
- Дорожная
- Лесная
- Полевая
- Садовая
- Центральная
- Школьная

## История
В конце XIX — первой четверти XX века деревня входила в состав Воскресенской волости Судогодского уезда, с 1926 года — в составе Вязниковского уезда. В 1859 году в деревне числилось 15 дворов, в 1905 году — 15 дворов, в 1926 году — 34 двора.
С 1929 года деревня входила в состав Коровашевского сельсовета Вязниковского района, с 1935 года — центр Больше-Высоковского сельсовета Никологорского района, с 1963 года — в составе Вязниковского района, с 2005 года — в составе Октябрьского сельского поселения.

## Население
| 1859 | 1905 | 1926 | 2002 | 2010 | 2021 |
| ---- | ---- | ---- | ---- | ---- | ---- |
| 130  | ↘118 | ↗190 | ↗336 | ↘265 | ↘220 |

## Экономика
- Ткацкая отделочная фабрика
- Муниципальное общеобразовательное учреждение `Большевысоковская основная общеобразовательная школа`. Основана в 1924 г. МОУ Больше-Высоковская (школа закрыта в 2010—2011 годах, сейчас на месте школы функционирует круглогодичный детский лагерь)
- Детский сад
- Амбулатория
- Почтовое отделение связи и оперативная касса СБ

## Достопримечательности
Фабрика начала XIX века ткацкого производства хлопчатобумажных махровых тканей для одежды и быта.

Памятник погибшим воинам

 Грибные и ягодные места в лесах по дороге от Серково до Б.Высоково.
.